# Feldkirchen (Neuburg an der Donau)
Feldkirchen ist ein Gemeindeteil der Großen Kreisstadt Neuburg an der Donau im Regierungsbezirk Oberbayern. Bis zur Gebietsreform in Bayern bildete das Dorf mit den Nachbarorten Altmannstetten, Gnadenfeld (Kahlhof), Hardt und Sehensand eine Gemeinde. Am 1. Januar 1978 wurden Feldkirchen und seine Gemeindeteile in die Stadt Neuburg an der Donau eingegliedert. Franz Felbermeir war der letzte Bürgermeister der Gemeinde Feldkirchen.
Zur Gemarkung Feldkirchen gehören fünf Gemeindeteile:
- Altmannstetten
- Feldkirchen
- Hardt
- Gnadenfeld (Kahlhof)
- Sehensand

## Geschichte

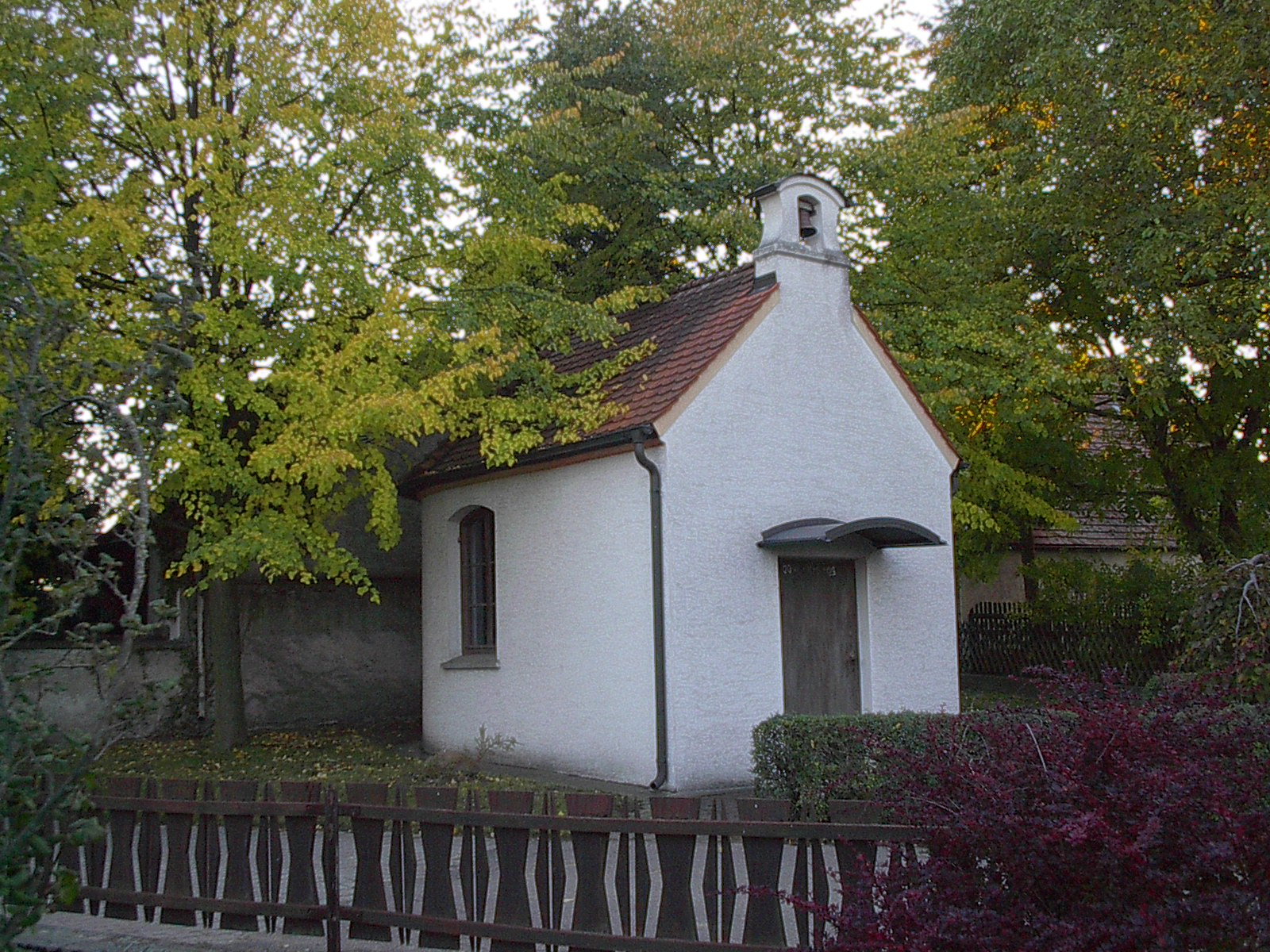
Die St. Wendelinskapelle

Über Feldkirchen, den Namen und die Entstehung herrscht ein großes Rätselraten. Nicht einmal die Experten konnten ergründen, woher der Name kommt, denn es gibt zwar ein Feld oder die Felder, aber eine Kirche suchen wir vergebens. Was wird finden, ist eine Kapelle, die in Privatbesitz liegt. Einst führte die Römerstraße an Feldkirchen vorbei. Urnengräber und Funde von Bronzeschmuck sowie Bronzeteile lassen darauf schließen, dass hier schon im 12. bis 9. Jahrhundert Menschen hausten oder siedelten.
Rätsel geben auch die einstigen Widdumsgüter auf, nach dem Feldkirchen nie eine eigene Pfarrei war, sondern stets zu Sankt Peter in Neuburg an der Donau eingegliedert war. Es steht der Verdacht nahe, dass diese Widdumsgüter dem Bischof von Augsburg gehört haben. Im Jahre 1343 wird Feldkirchen im Pappenheimer Urbar namentlich erwähnt. Um 1790 zählt der Ort 29 Anwesen, im Jahre 1905 wurden in Feldkirchen 23 Anwesen mit 170 Katholiken und vier Altkatholiken registriert.
Heute ist trotz der Eingliederung nach Neuburg der Stadtteil Feldkirchen ein markanter Ortsteil in der Bevölkerung geblieben, auch ein Teil des Gewerbes hat sich in diesem Flurbereich niedergelassen.
Wer von der Kernstadt nach Feldkirchen will, muss eine Bahnunterführung durchfahren. Ursprünglich führte die jetzige Bahnhofsstraße über das Gelände des heutigen Bahnhofs von Neuburg direkt nach Feldkirchen. Mit dem Eisenbahnbau musste die Zufahrtsstraße verändert werden. Die Feldkirchner wollten einen Fußgängerweg über die Bahnhofsgleise, doch dies wurde nicht bewilligt.

## St. Wendelinskapelle

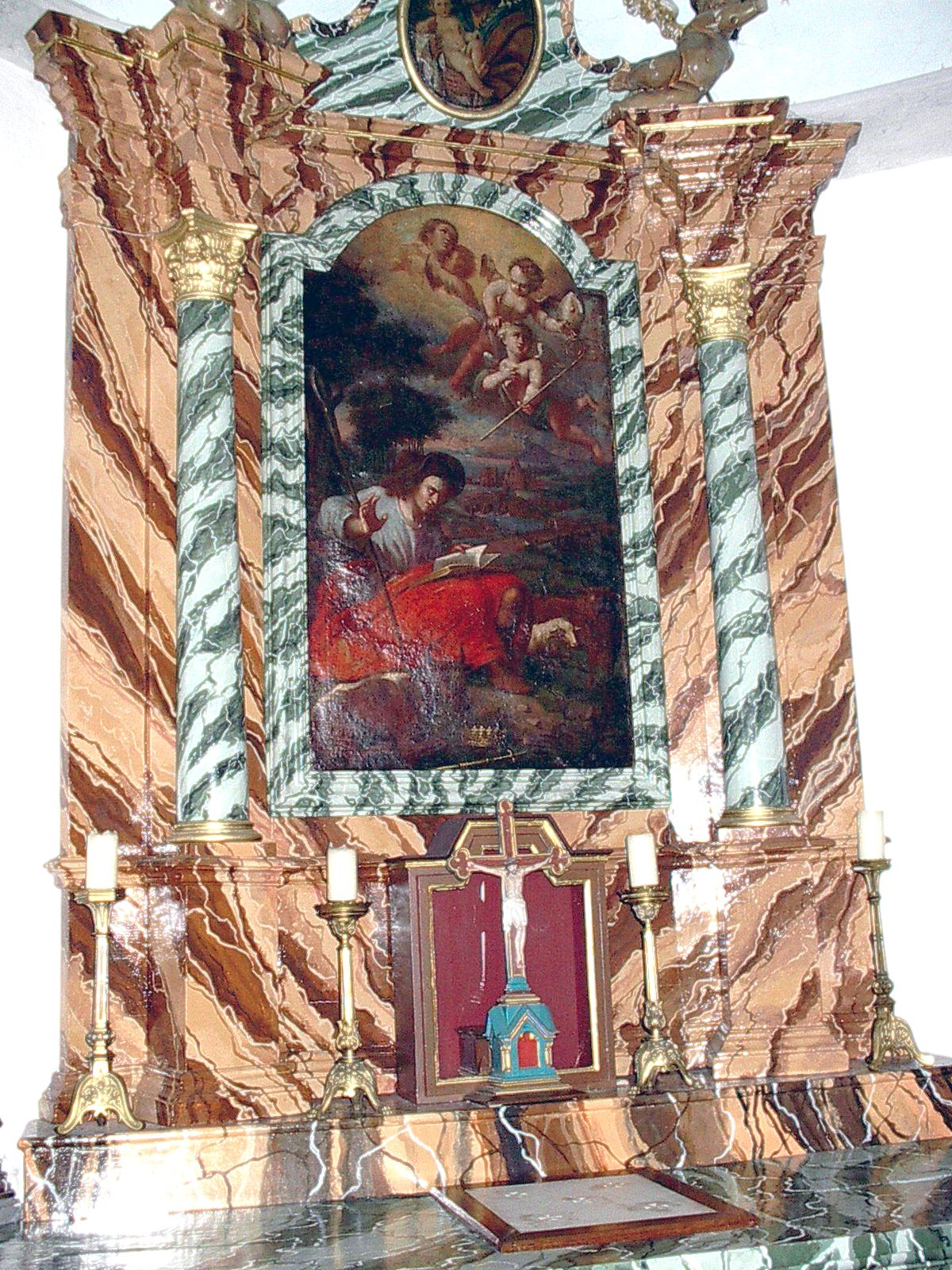
Altar der Wendelinskapelle

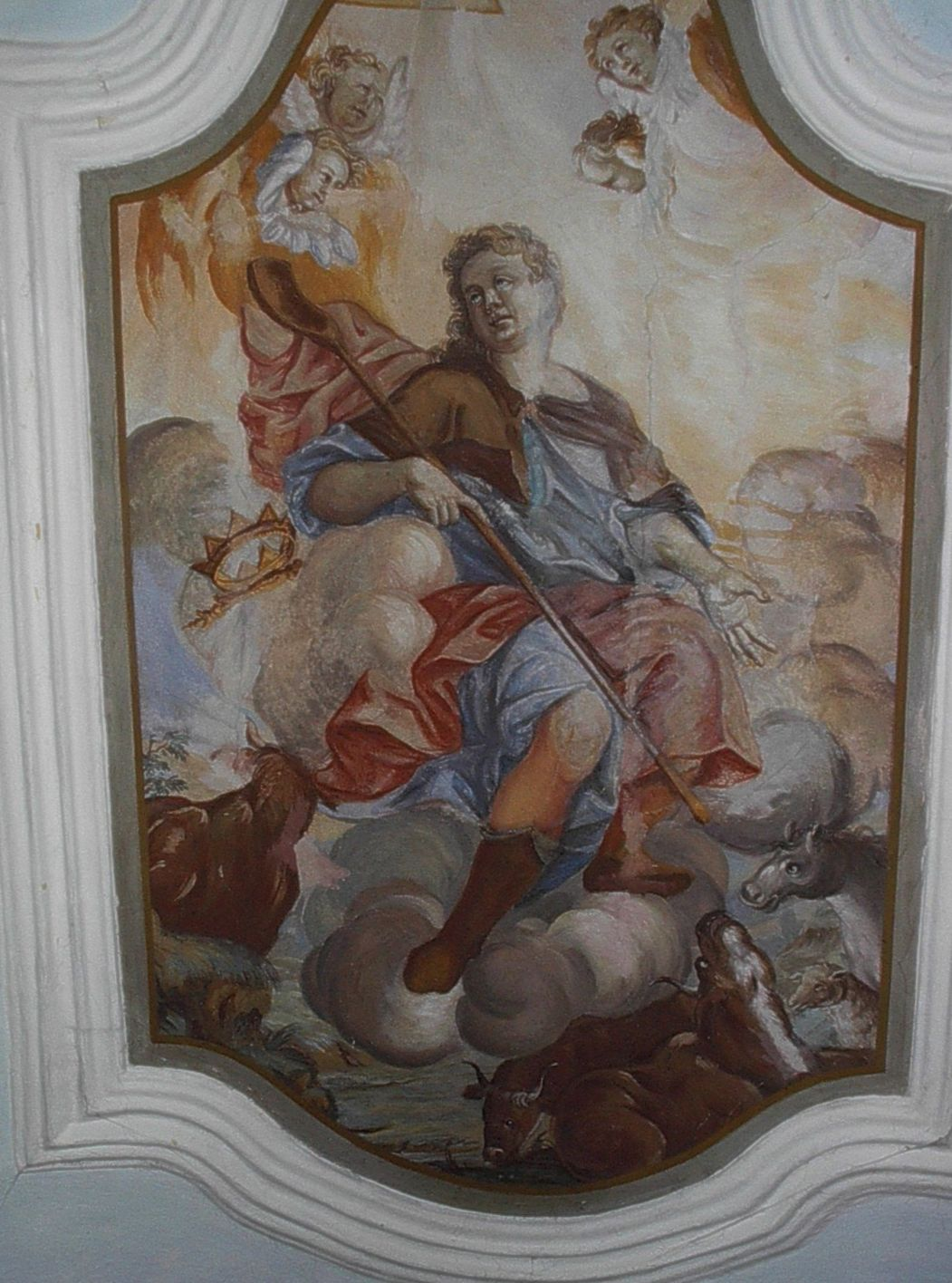
Deckengemälde mit St. Wendelin

Ganz unscheinbar steht der kleine Sakralbau versteckt hinter Gebäuden im Schatten von Bäumen. Nur die Bezeichnung „Kapellenweg“ bringt den Besucher dorthin. Diese Kapelle ist ein Kleinod für die Ortsbewohner.
Stifter dieser Kapelle sind Jakob Appel und dessen Vater Georg Wastlbauer, die damit ein Gelübde einlösten. Das Schreckgespenst „Pest“ grassierte damals in dieser Gegend und die beiden gelobten, eine Kapelle zu erbauen, wenn sie davon verschont bleiben. Ihre Bitte wurde erhört. Aus Dankbarkeit erbauten sie eine St. Wendelinskapelle, die am 20. Oktober 1756 durch den Stiftsdekan Lindendorn von St. Peter feierlich eingeweiht wurde. Sein alter Mesner ministrierte dabei. Der Weihetag war genau das Patrozinium.
Die Kapelle beinhaltet alles, was für einen Sakralbau notwendig ist. Der Altar ist mit einem Bild von St. Wendelin bestückt, aber auch der Kreuzweg und das „Ewige Licht“ sind vorhanden. Das Deckengemälde zeigt St. Wendelin als Patron der Tiere. Eine Holztafel mit der Aufschrift: „Heute ist diesem Hause Heil widerfahren, 20. Oktober 1756“ erinnert an die Weihe.
In dieser Kapelle wird zugleich an die Gefallenen der beiden Weltkriege aus dem Ort Feldkirchen erinnert. Ein Glöcklein ruft heute noch die Gläubigen zum Gebet. Einst gab es hier fünf gestiftete Heilige Messen. Geistliche von der zuständigen Pfarrei St. Peter in Neuburg zelebrieren mehrmals im Jahr immer noch einen Gottesdienst.